# ألكسندر بوبوفيتش
ألكسندر بوبوفيتش هو منافس ألعاب قوى (وحمل سابقاً جنسية يوغوسلافيا)، ولد في 13 مايو 1957 في بلغراد في صربيا.

## وصلات خارجية
- ألكسندر بوبوفيتش على موقع أوليمبيديا (الإنجليزية)